# Pondrôme
Pondrôme (en wallon Pondrome) est une section de la ville belge de Beauraing située en Wallonie dans la province de Namur.
C'était une commune à part entière avant la fusion des communes de 1977.

## Étymologie
Le nom de Pondrôme trouverait son origine dans le nom germanique Baldhramni signifiant habitation de Baldhram.
Peut avoir une origine celtique: 1497:"Panderen" (Carnoy) "Chêne isolé" (Breton moderne "pen-derenn")

## Géographie
Altitude : de 352 à 398 m

## Évolution démographique
- Source: DGS, 1831 à 1970=recensements population, 1976= habitants au 31 décembre

## Histoire
Comme cela a été prouvé par d'importantes découvertes archéologiques, le site de Pondrôme a été occupé dès la période néolithique. Cette occupation s'est prolongée et amplifiée au cours de l'âge du fer, de la période romaine et même de l'époque mérovingienne. Cela est d'ailleurs attesté par la découverte du cimetière gallo-romain de Thanville et de la nécropole mérovingienne du Tombois. Il faut dire que le village occupait un emplacement idéal le long de la voie romaine reliant Givet à Nassogne. La période qui suivit fut nettement plus incertaine à cause des luttes incessantes que se livrèrent les comtes de Namur de Luxembourg et l'évêque de Liège pour posséder le village.
Toutefois on sait que dès le XVe siècle Pondrôme fit partie des dépendances de la baronnie de Beauraing. Il appartint ensuite successivement aux familles de Jassogne, de Brandebourg, Beaufort-Spontin et enfin à la famille Villers-Masbourg qui ne le perdit qu'un peu après la Révolution française.

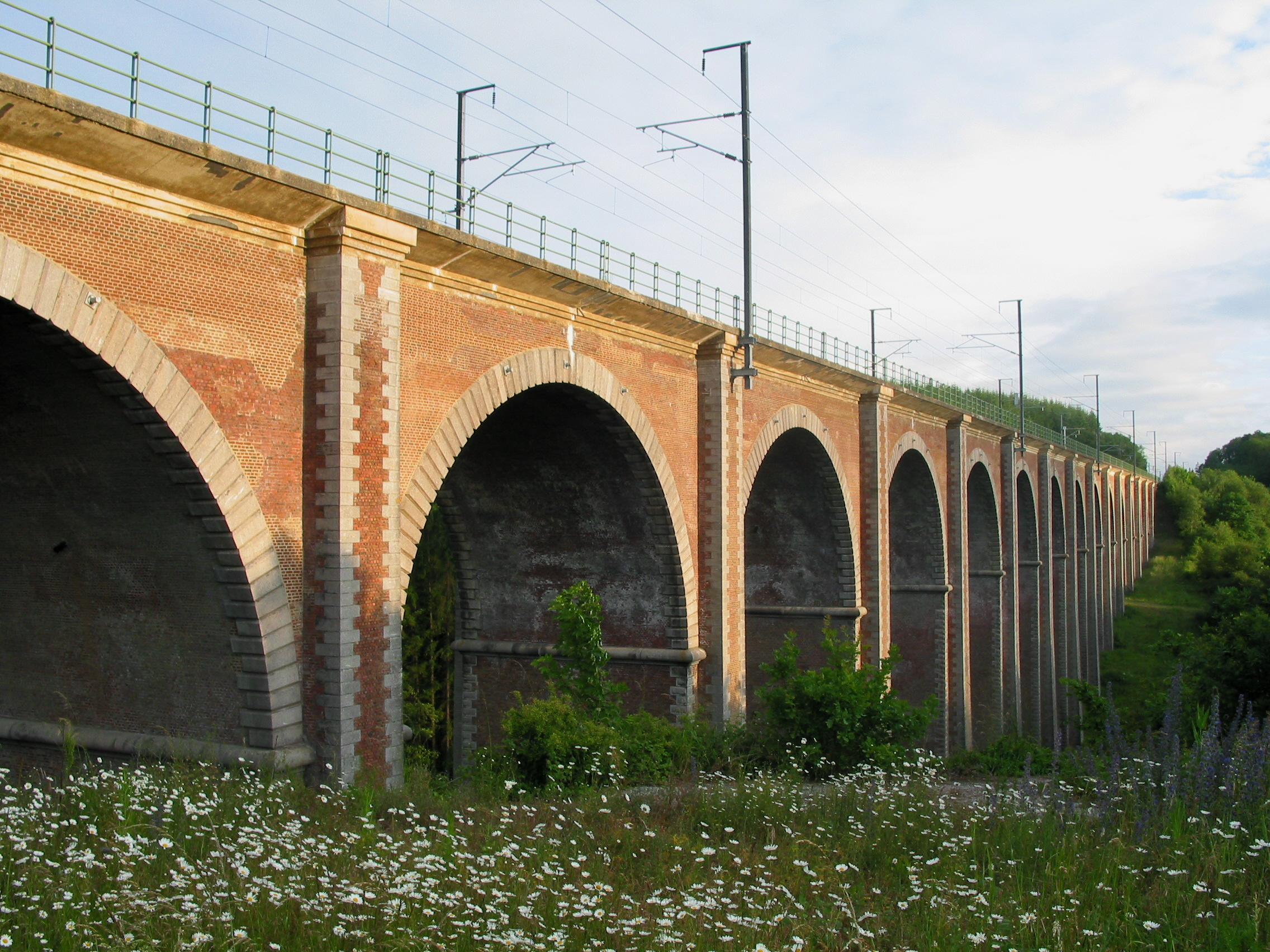
Pondrôme, le viaduc de Thanville.

En 1873 est formellement adopté le projet d'un chemin de fer reliant Athus à la région de Charleroi en passant par la Meuse. Après une première phase de construction qui prend fin en 1880, le tracé de la portion restant à construire est amendé pour passer par Dinant et la vallée de la Lesse. La gare de Pondrôme est inaugurée le 1er août 1898 lors de la mise en service de la section venant de Beauraing, comprenant une forte rampe et un tunnel près de Martouzin. La ligne est finalement prolongée vers Vonêche et Gedinne en 1898-1899. Sur cette section se trouve le viaduc de Thanville, long de près de 300 m et comportant quinze arches en brique. La ligne est toujours utilisée mais les trains de voyageurs ne s’arrêtent plus à Pondrôme depuis 1993.

## Économie
Au cours des siècles, la principale activité du village fut longtemps l'agriculture. Celle-ci s'est même développée jusqu'au milieu du XIXe siècle. L'élevage des bovidés et dans une moindre mesure l'exploitation de la pierre ont pris ensuite le relais jusqu'au milieu du siècle passé.
Aujourd'hui, la majorité des habitants vont travailler dans les centres urbains environnants.